# Чертов, Александр Алексеевич
Александр Алексеевич Чертов (род. 1 января 1942, Желевая Дубрава, Орловская область) — советский хоккеист, нападающий, защитник. Мастер спорта СССР (1963). Тренер.

## Биография
С 13 лет занимался хоккеем в ЦСКА, тренер Борис Иванович Афанасьев. В чемпионате СССР дебютировал в сезоне 1960/61 в составе московского «Спартака». Со следующего сезона — в СКА Калинин, также играл в классе «Б» за СКА Куйбышев. В сезонах 1964/65 — 1967/68 выступал за «Крылья Советов», в сезонах 1968/69 — 1973/74 — за «Локомотив» Москва.
Тренер в клубе «Станкостроитель» Рязань (1974—1978). Старший тренер в клубах «Буран» Воронеж (1979—1983), «Станкостроитель» (1983—1988), ШВСМ-МЦОП (1988—1989), «Прогресс» Глазов (1989—1990), «Крылья Советов-2» (1992—1997). Главный тренер команды 1981—1982 г. р. клуба «Русь» (1998—1999). Тренер в московских любительских клубах «Максвелл» (2001—2002) и «Санрайз» (2001—2002). Главный тренер клуба «Химволокно-2» Могилёв (2004—2009). Главный тренер клуба ОГИ / «Одинцово» (2011—2014). Тренер команды «Сталкер» из Ночной хоккейной лиги.